# Дом Шанаева
Дом Шанаева — памятник архитектуры, градостроительства и истории во Владикавказе, Северная Осетия. Выявленный объект культурного наследия России и культурного наследия Северной Осетии. Находится в исторической части города на углу улиц Максима Горького, д. 46 и Фрунзе, д. 20.
Одноэтажное здание из красного кирпича построено в 1900 году. Собственником дома был полковник Индрис Ильясович Шанаев, который участвовал в Крымской и русско-турецкой войнах. Военную службу начал в 78-м пехотном Навагинском полку, затем был переведён в Терское казачье войско. С 1890 года служил в городе Прохладный, где служил командиром 2-го Горско-Моздокского полка. В 1899 году был назначен инспектором Терской постоянной милиции и прибыл во Владикавказ. После выхода в отставку построил собственный дом на углу улиц Евдокимовской и Большой Георгиевской, где проживал до своей кончины в 1919 году.
До нашего времени сохранилась только правая половина дома.